# Der wahre Jakob (1960)
Der wahre Jakob ist ein deutscher Spielfilm in Schwarzweiß aus dem Jahr 1960 von Rudolf Schündler. Das Drehbuch verfasste Gustav Kampendonk. Es beruht auf dem gleichnamigen Schwank von Arnold und Bach aus dem Jahr 1924. Das Werk ist eine Neuverfilmung des Films von 1930. Die Hauptrollen sind mit Willy Millowitsch, Renate Ewert und Jane Tilden besetzt. Seine Kinopremiere hatte der Streifen am 11. August 1960.

## Inhalt
Der Film spielt im fiktiven Weinstädtchen Plünderich an der Mosel. Dessen Bürgermeister Peter Struwe ist ganz erpicht darauf, einmal das Erbe seines Onkels Eduard Struwe, dem reichsten Weinhändler und einzigen Ehrenbürger der Gemeinde, antreten zu können. Nur eines schätzt Peter Struwe überhaupt nicht an seinem Verwandten: dessen übertriebene Sittenstrenge, zumal er diese auch noch von den anderen Familienmitgliedern erwartet. Frau Struwe wagt es schon gar nicht, vor dem moralinsauren Erbonkel ein paar Worte über ihre Tochter Yvette, die aus ihrer ersten Ehe stammt, zu verlieren. Diese arbeitet nämlich als Tänzerin in einem Kölner Revuetheater. Ferner darf Onkel Eduard keinesfalls erfahren, dass Peters Tochter Lotte (sie ein Kind aus seiner ersten Ehe) kürzlich das exklusive Internat verlassen musste, weil sie bei der Inspektion ihres Zimmers in Gesellschaft ihres Freundes angetroffen worden war.
Eines Tages macht sich Bürgermeister Struwe in Begleitung des Gemeindesekretärs Böcklein auf nach Köln zu einer Tagung, bei der die sittlichen Belange der Moselgemeinden erörtert werden sollen. Die beiden Herren aus Plünderich haben in der Großstadt jedoch etwas anderes im Sinn: sie landen im „Trocadero“. Der Bürgermeister genießt es, dass ihm immer mal wieder die Tänzerin Yvette freundlich zulächelt. Nach der Vorstellung gelingt es ihm sogar, nicht nur ihren ständigen Begleiter, den Amerikaner Jimmy, sondern auch ihren hartnäckigsten Verehrer, einen Grafen aus Wien, auszutricksen.
Am nächsten Morgen wartet Gemeindesekretär Böcklein – er ist noch in der Nacht nach Plünderich zurückgekehrt – ungeduldig auf seinen Freund Peter. Ziemlich angeschlagen kehrt dieser schließlich heim und fängt gleich damit an, mit seinen Erlebnissen bei der Tänzerin zu prahlen, aber nur so lange, bis diese selber auftaucht. Peter habe sie gestern in weinseliger Laune nach Plünderich eingeladen, daher sei sie jetzt hier! Das Stadtoberhaupt macht sich nun Gedanken, wie er das Mädchen am besten wieder loswerden könne. Die Tänzerin aber ist fest entschlossen, in Plünderich zu bleiben und hier ihre Ferien zu verbringen. Wie es bei einem Schwank üblich ist, überstürzen sich nun die Ereignisse. Es kommt zu zahlreichen Verwechslungen, aber am Ende lösen sich alle wieder in Wohlgefallen auf.

## Ergänzungen
Die Bauten wurden von den Filmarchitekten Gabriel Pellon und Manfred Büchner geschaffen. Die Garderoben stammen von Otto Kieling und Anni Loretto-Bollenhagen.

## Quelle
- Programm zum Film: „Das Neue Film-Programm“, erschienen im gleichnamigen Verlag Heinrich Klemmer, Mannheim, ohne Nummernangabe

## Kritik
Das Lexikon des internationalen Films bezeichnet den Streifen lapidar als „Millowitsch-Schwank“. In seiner Online-Ausgabe „Zweitausendeins“ wird die Kritik etwas härter: „Ein müder Schwank voller Zweideutigkeiten.“